# 박기성 (1958년)
박기성(朴基性, 1958년 10월 5일)은 대한민국의 학자이자 전 한국노동연구원 원장이다.

## 경력
1981년 서울대학교 경제학 학사를 마쳤고, 1986년 시카고대학교 대학원에서 경제학 석사를, 1987년 같은 대학원에서 경제학 박사 학위를 받았다.
1988년~1994년까지 한국노동연구원 연구위원으로 재임을 하였으며, 1994년부터 성신여자대학교 경제학과 전임강사를 시작으로, 같은 성신여자대학교 경제학과의 조교수, 부교수, 교수로 재임을 하였고, 2008년 한국노동연구원 원장이 되었다.
2005년 3월 24일 뉴라이트 싱크넷 창립대회를 서울 정동 배재빌딩에서 열고, 제성호 중앙대 교수, 조전혁 인천대 교수 등과 함께 발기인으로 참가를 했다.
2019년 3월 ~ 2019년 5월 자유한국당 文정권 경제실정백서특별위원회 위원을 지냈다.

## 논란
2009년 9월 17일 국회 정무위원회 회의 중 다음과 같은 주장을 하여 논란을 빚었다.
| “ | 헌법에서 노동3권을 없애는 게 자신의 "소신" | ” |

| “ | OECD 국가 중에서 헌법에 노동3권을 규정한 나라는 없는 것으로 알고 있다. 법률에 규정하고 있을 뿐이다. | ” |

박기성 원장 취임 후 노조와의 갈등을 빚고 있는 상황에서 《한국노동연구원》이 2009년 10월 23일과 10월 29일 비밀리에 규정심의 위원회를 열고 〈내부위원회〉에 대한 원장의 권한을 대폭강화하고, 연구 결과에 대해 "객관적이고 공정한 심의"를 명시한 규정도 삭제한 것으로 드러났다. 원래 원장이 연구위원 중에서 지명하도록 돼 있던 위원장 선임 관련 규정을 바꿔 원장도 위원장을 맡을 수 있게 했다. 이에 소속 연구원들은 연구기관의 생명인 '중립성'과 '공정성'을 저해하는 조치라고 반발하였다.